# V för Vendetta (film)
V för Vendetta är en amerikansk-brittisk-tysk dystopisk actionthriller från 2005 i regi av James McTeigue och producerad av Joel Silver, Grant Hill och syskonen Wachowski, där de senare även skrev manus. Filmen bygger på serieromanen V for Vendetta, skriven av Alan Moore och illustrerad av David Lloyd, som publicerades 1982–1989. V för Vendetta utspelar sig i London där det totalitära och fascistiska partiet Norsefire har tagit makten över landet. Hugo Weaving spelar rollen som V, en maskerad och karismatisk frihetskämpe som hämnas på de personer som vanställt honom. Natalie Portman spelar rollen som Evey Hammond, en arbetarklassflicka som blir indragen i V:s planer. Stephen Rea spelar rollen som Eric Finch, en poliskommissarie som är medlem i Norsefire och som har i uppdrag att finna och stoppa V. John Hurt spelar rollen som Adam Sutler, den diktatoriska partiledaren för Norsefire som inte skyr några medel för att få sin vilja igenom.
V för Vendetta skulle från början ha haft premiär den 4 november 2005 (dagen innan Guy Fawkes Night och 400-årsjubileet av krutkonspirationen), men världspremiären blev uppskjuten till den 17 mars 2006 istället och filmen mottogs då med främst positiv kritik. Moore, som efter att ha blivit besviken på de två tidigare filmatiseringarna av sina serieromaner From Hell (2001) och The League (2003), valde att distansera sig från V för Vendetta efter att ha läst igenom manuskriptet. Lloyd var dock mer välvilligt inställd till filmen och har sagt att han tycker att den är "underbar".
Politiska grupper har tolkat V för Vendetta som en allegori för statligt förtryck; såväl libertarianer som anarkister har använt filmen för att främja sina åsikter. Aktivisterna i Anonymous populariserade Guy Fawkes-masken, som används av V i filmen, genom att bära den när de protesterade offentligt. Masken har blivit en känd protestsymbol mycket tack vare denna film. Moore och Lloyd har båda sagt att de är glada över att masken har använts i syfte att protestera mot tyranni och förtryck.

## Handling
V för Vendetta utspelar sig i ett Storbritannien som nyss tagit sig igenom en ekonomisk kris och som leds av det totalitära och fascistiska partiet Norsefire. Partiet har upprättat koncentrationsläger över hela landet, i vilka politiska aktivister, homosexuella och andra av partiet icke-önskvärda människor fängslas. 
Evey Hammond (Natalie Portman), en flicka som arbetar för det statligt ägda TV-företaget British Television Network, räddas en kväll från ett våldtäktsförsök utfört av medlemmar av säkerhetspolisen. Hennes räddare är V (Hugo Weaving), en vigilant bärande en Guy Fawkes-mask, som kort därefter spränger Old Bailey i luften. Partiledningen i Norsefire väljer att offentligt bortförklara explosionen, men V övertar samma dag kontrollen över sändningen på British Television Network varifrån han avslöjar partiets lögner. V uppmanar även det brittiska folket att bekämpa Norsefire och att möta honom ett år senare, den 5 november, utanför Westminsterpalatset som han lovar att spränga i luften. Hammond hjälper V att fly från byggnaden, men blir slagen medvetslös.
V tar med Hammond till sitt hem, där han berättar för henne att hon måste vistas där fram till den 5 november för hennes egen säkerhet. När hon får reda på att V har mördat några av Norsefires högt uppsatta partimedlemmar flyr hon hem till sin chef Gordon Deitrich (Stephen Fry). Deitrich avslöjar att han är homosexuell, men han håller det hemligt för allmänheten för att inte bli skickad till ett av koncentrationslägren. En kväll beslutar sig Deitrich för att håna partiet i sitt TV-program och detta får som följd att säkerhetspolisen fängslar både honom och Hammond. Under sin fångenskap förhörs och torteras Hammond. Hon finner tröst i ett brev, skrivet av skådespelerskan Valerie Page (Natasha Wightman). Page blev fängslad på grund av sin homosexualitet och i brevet uppmanar hon läsaren att inte ge upp. Under det sista förhöret säger Hammond att hon hellre väljer att bli avrättad än att avslöja någon information om V och i och med detta släpps hon fri.
Hammond får reda på att det var V som hade fängslat henne och att han gjorde det för att hon skulle övervinna sina rädslor. Hammond får även reda på att Deitrich har blivit avrättad och att Page var en riktig person som satt i cellen bredvid V på Larkhills koncentrationsläger. Till en början hatar Hammond V för vad han har gjort mot henne, men hon förstår snart att hon har blivit starkare som person och innan hon lämnar honom lovar hon att återvända till hans hem en sista gång innan den 5 november.
Eric Finch (Stephen Rea), polischefen för Scotland Yard, upptäcker under sin utredning hur Norsefire fick makten över Storbritannien och han får även reda på delar ur V:s bakgrund. Fjorton år tidigare hade USA kollapsat i ett inbördeskrig och för stunden äger ett andra inbördeskrig rum, i Mellanvästra USA. Kaoset som spred sig på grund av detta nådde Storbritannien och landet var i en djup kris. En reaktionär kamp påbörjades av Norsefire och flera av de som inte höll med om partiets värderingar eliminerades. Det brittiska folket led på grund av sin förlorade frihet och strax efteråt ägde tre biokemiska attacker rum i landet, vilket resulterade i att 80 000 människor miste livet. En rädsla spreds bland landets befolkning och detta utnyttjade Norsefire, som vann det efterföljande parlamentsvalet och grep makten. Till partiledare valdes Adam Sutler (John Hurt) och han förvandlade Storbritannien till en totalitär stat där all opposition tystades. Ett botemedel till det under de biokemiska attackerna utsläppta viruset upptäcktes strax efteråt av ett läkemedelsföretag med kopplingar till partiet. Finch kom att förstå att de biokemiska attackerna var planerade av Sutler och hans säkerhetschef Peter Creedy (Tim Pigott-Smith). Experimenten för botemedlet utfördes på "socialt avvikande" eller politiskt dissidenta människor i koncentrationslägerna, däribland V. Till skillnad från de övriga människorna som utsattes för experimenten fick V nästintill övermänskliga krafter och han lyckades fly koncentrationslägret när det förstördes i en rad explosioner. Finch kom även underfund med att de nyligen mördade partimedlemmarna från Norsefire hade mördats av V i hans personliga vendetta mot de som utsatte honom för experimenten på Larkhills koncentrationsläger.
Allteftersom den 5 november närmar sig börjar folket i Storbritannien göra mindre uppror mot Norsefire och kaos utbryter. Hammond besöker V den 5 november och han visar henne en övergiven tunnelbanestation, där det står ett tåg han har fyllt med sprängmedel som han tänker använda för att spränga Westminsterpalatset i luften. V lämnar Hammond för att möta Creedy som han har en överenskommelse med; om Creedy ger Sutler till V kommer V att överlämna sig till Creedy. Creedy skjuter ihjäl Sutler framför ögonen på V, men V väljer att inte överlämna sig och blir då beskjuten av Creedys män. V överlever och mördar både Creedy och hans män. Dödligt sårad återvänder V till Hammond, där han dör i hennes armar. Hammond placerar V:s lik i tåget, men upptäcks av Finch. Finch tillåter Hammond att skicka iväg tåget. Under tiden har tusentals människor, alla bärande Guy Fawkes-masker, marscherat fram till Westminsterpalatset, där de väntar. Pjotr Tjajkovskijs ouvertyr 1812 börjar spelas och både Westminsterpalatset och Big Ben sprängs i luften under tiden som Hammond och Finch tittar på. Filmen slutar med att Finch frågar Hammond vem V egentligen var och hon svarar med orden: "Han var Edmond Dantès. Han var min far. Och min mor. Min bror. Min vän. Han var du. Och jag. Han var oss allihop."

## Rollista

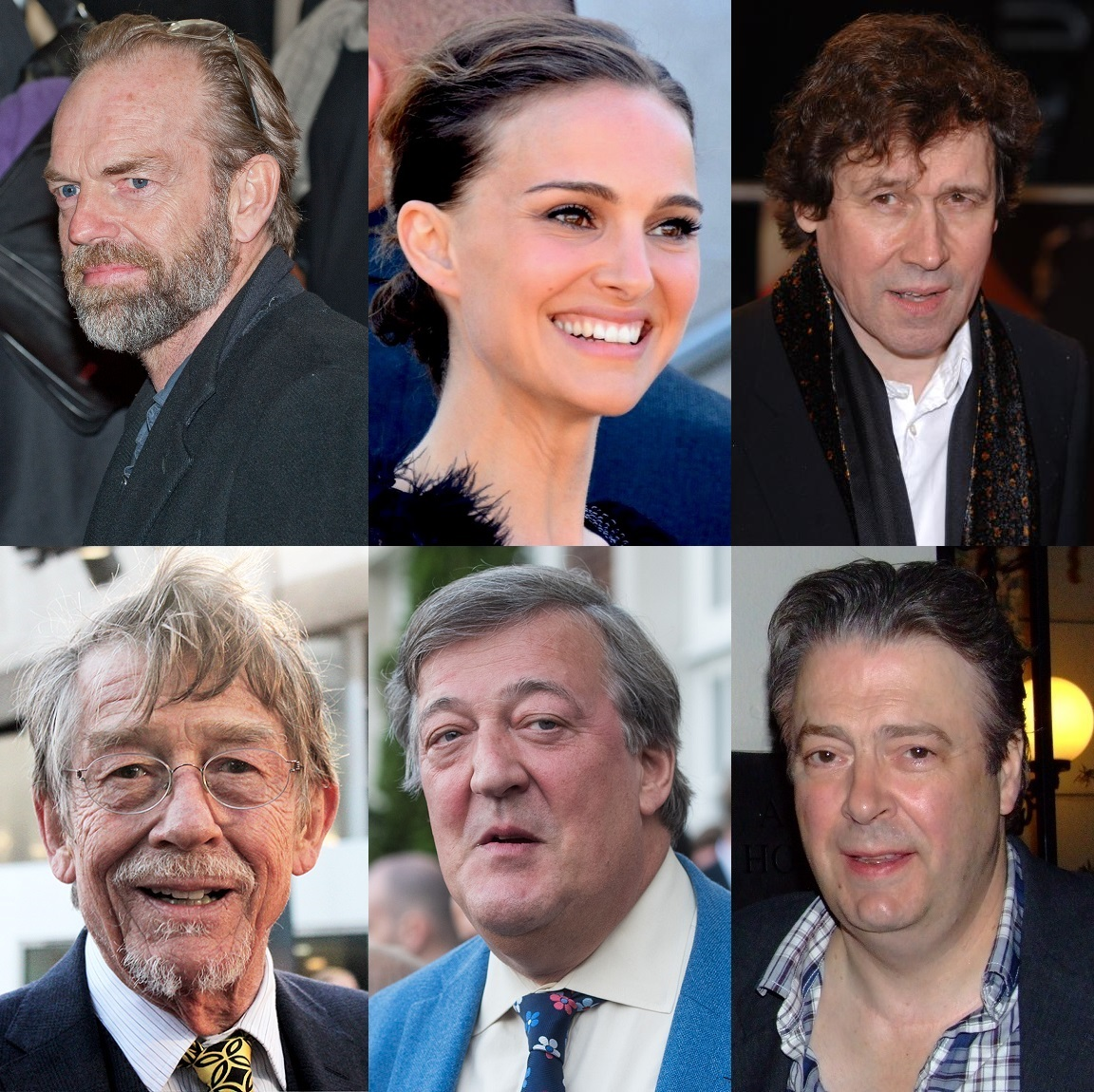
Huvudskådespelarna i V för Vendetta.
Övre raden från vänster: Hugo Weaving, Natalie Portman och Stephen Rea.
Nedre raden från vänster: John Hurt, Stephen Fry och Roger Allam.

- Hugo Weaving som V: Från början spelades denna roll av James Purefoy, men Purefoy lämnade produktionen efter några veckors inspelning eftersom han hade problem med Guy Fawkes-masken, varefter Weaving tog över hans plats;[8] det är även möjligt att Purefoy blev avskedad från sin roll efter meningsskiljaktigheter[9] eller att Purefoy lämnade filmproduktionen för att söka rollen som James Bond i Casino Royale.[10] Några av scenerna som Purefoy spelade in användes i den slutgiltiga produktionen.[11] Weaving hade tidigare arbetat med syskonen Wachowski och Silver under Matrix-serien, där han spelade Agent Smith.[12] Weaving var syskonen Wachowskis första val som V, men han tackade nej till rollen eftersom han arbetade med den australiensiska filmen Eucalyptus. När detta filmprojekt lades på is valde Weaving att ta över rollen som V från Purefoy.[13]
- Natalie Portman som Evey Hammond: McTeigue mötte Portman för första gången under inspelningen av Star Wars: Episod II – Klonerna anfaller, där han arbetade som regiassistent.[14] Portman var ett stort fan av serieromanen[15] och som förberedelse för rollen arbetade hon med dialektologen Barbara Berkery för att få till en korrekt brittisk accent. Utöver detta studerade hon The Weather Underground och läste Menachem Begins självbiografi,[14] Antonia Frasers faktabok Faith and Treason: The Story of the Gunpowder Plot samt William Shakespeares verk Macbeth och Trettondagsafton.[16] Portmans skildring av Hammond påminner om hennes roll som Mathilda Lando i Léon från 1994[17] och enligt Portman var "relationen mellan V och Evey [Hammond] lika komplicerad som relationen i den filmen."[en 2] Hon rakade av sig håret i en av filmens scener när hennes rollfigur blev torterad,[18] vilket Portman har sagt gjorde att hon kände sig lite tuffare.[16] En ung Hammond spelades av Madeleine Rakic-Platt.[19]
- Stephen Rea som Eric Finch: Finch är poliskommissarien som är ansvarig för utredningen mot V, en utredning som leder till att han får reda på en omstörtande hemlighet om landets regering. Rea är inte främmande för vare sig politik eller terrorism eftersom han en gång i tiden var gift med Dolours Price, en tidigare medlem i Provisoriska IRA, som fängslades för en attack mot Old Bailey. På frågan om det var den politiska faktorn i filmen som lockade Rea, svarade han: "Nja, jag tror inte att den hade varit särskilt intressant om det bara hade varit ett serietidningstema [i filmen]. Den politiska faktorn var det som gav filmen sitt djup och sin drivkraft och självklart var jag intresserad av det politiska. Varför skulle jag inte vara det?"[20][en 3]
- John Hurt som Adam Sutler: Sutler var en tidigare parlamentsledamot för det Konservativa partiet och statssekreterare för Storbritanniens försvarsministerium. I filmen var han dock grundaren och ledaren för Norsefire och de facto diktator över Storbritannien. Hurts roll som Sutler uppfattades kontrastera med hans tidigare roll som Winston Smith i 1984.[21][22] Hurt själv kallade V för Vendetta för en korsning mellan 1984 och Alien.[23]
- Stephen Fry som Gordon Deitrich: Deitrich var programledare för en pratshow och han var homosexuell. När Fry tillfrågades vad det var han speciellt gillade med sin roll som Deitrich svarade han: "Att få stryk! Jag hade inte fått stryk i någon av mina tidigare filmer och jag var väldigt uppspelt över tanken att bli ihjälklubbad."[24][en 4] Fry har sagt att han tog sig an rollen som Deitrich eftersom han älskade dystopiska filmer såsom Flykten från framtiden, Zardoz, Fahrenheit 451, Den siste mannen och Soylent Green – USA år 2022.[23]
- Tim Pigott-Smith som Peter Creedy: Creedy var chef för Norsefires säkerhetspolis och fungerade som antagonisten i filmen. Det avslöjas under filmens gång att det var Creedy som var hjärnan bakom de biokemiska attacker som drabbade landet och som gjorde att Norsefire kunde gripa makten. Han hotas av Sutler mot slutet av filmen eftersom han anser att Creedy inte gjort ett tillräckligt bra jobb med att försöka fånga V och detta leder till att Creedy mördar Sutler, varefter Creedy stryps ihjäl av V.[14]
- Rupert Graves som Dominic Stone: Stone är biträdande poliskommissarie och Finchs högra hand i utredningen mot V.[25]
- Natasha Wightman som Valerie Page: Page var en tidigare skådespelerska och homosexuell och hon satt fängslad i cellen bredvid V på Larkhills koncentrationsläger. Imogen Poots spelar rollen som Page i de flashbacks som visas i filmen; detta var Poots första filmroll och hon har sagt att de instruktioner hon fick inför filminspelningen var att hon skulle agera som en "futuristisk homosexuell person".[26] Filmrecensenten Sarah Warn prisade Pages scener "inte bara för skådespeleriet eller det välskrivna manuset, utan för att det är så ytterst oväntat [att beröra HBTQ-frågor i en Hollywoodfilm]."[27][en 5]
- Roger Allam som Lewis Prothero: Prothero var talesmannen för Norsefire och han har ett eget TV-program på British Television Network, där han delar med sig av sina värderingar och åsikter. Han var en före detta befälhavare på Larkhills koncentrationsläger, varför han mördas av V genom en överdos. Vissa recensenter har sett Prothero som en parodi på högervridna TV-personligheter såsom Bill O'Reilly, Morton Downey, Jr. och Rush Limbaugh.[21][28]
- John Standing som Anthony James Lilliman: Lilliman var en korrumperad biskop som arbetade i Westminster Abbey. Tidigare var han verksam som pastor på Larkhills koncentrationsläger. Lilliman, som även var pedofil, utnyttjar sin makt för att våldta flickor och dessa brott tystas sedan ned av Norsefire. Hammond, utklädd till en prostituerad, varnar Lilliman under ett besök, men när han inte lyssnar på henne blir han istället mördad av V. Standing kommentar till sin roll var: "Jag njöt verkligen av att spela Lilliman [...] eftersom han var något komisk, men samtidigt fullständigt fasansfull. Underbar att spela."[14][en 6]
- Sinéad Cusack som Delia Surridge: Surridge arbetade tidigare som läkare på Larkhills koncentrationsläger, då under sitt riktiga namn Diana Stanton, men arbetade senare som obducent i London. Surridge valde att arbeta på koncentrationslägret på grund av idealistiska tankar, men kom snart att märka att hon började hata de människor som var instängda där. V besöker henne en natt och berättar att det var på grund av hennes undersökningar som all tortyr och död var möjlig i koncentrationslägret. Surridge känner ånger för vad hon har gjort och V mördar henne med en smärtfri giftinjektion.[29]

## Teman

### Ursprung

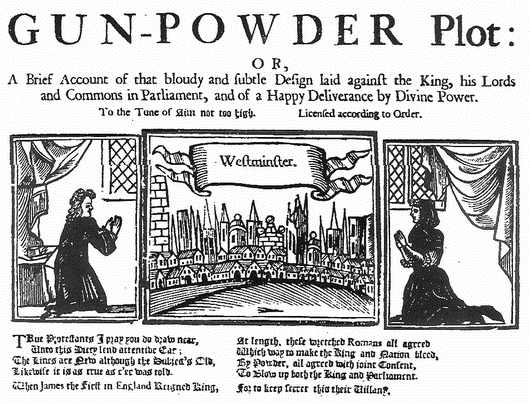
En av de främsta inspirationskällorna till V kommer från krutkonspirationen, som ägde rum i England 1605.

V för Vendetta använder sig av krutkonspirationen som V:s främsta inspiration och denna ligger till grund för hans tidsplanering, ordval och utseende. Till exempel används namnen Rookwood, Percy och Keyes i filmen, vilka anspelar på tre av konspiratörer: Ambrose Rookwood, Thomas Percy och Robert Keyes. Filmen drar även paralleller till Alexandre Dumas roman Greven av Monte Cristo, där V jämförs med Edmond Dantès; i båda berättelserna flyr huvudpersonen från ett felaktigt och traumatiskt infängslande för att sedan tillbringa åratal med att planera sin hämnd.
I V för Vendetta personifierar V en idé snarare än att vara en fysisk person, varpå hans ansikte aldrig visas. På filmens officiella hemsida skrevs följande om V: "V:s användning av Guy Fawkes-masken samt hans identitet fungerar som både praktiska och symboliska element till hans bakgrundshistoria. Han bär masken för att dölja sina fysiska ärr och genom att han skymmer sin identitet förkroppsligar han själva tanken." Flera recensenter noterade även ett samband mellan V för Vendetta och Gaston Lerouxs roman Fantomen på Operan: både V och Fantomen bär masker för att dölja sina fysiska ärr, de påverkar andra genom sina inflytelserika fantasier, de har tragiska bakgrundshistorier och de är drivna av sina hämndbegär. Förhållandet mellan V och Hammond är även snarlikt det som Fantomen och Christine Daaé delar, där huvudpersonen tar med sig kvinnan till sitt underjordiska hem för att utbilda henne.
Filmen handlar om en kamp mellan statligt tvång och individuell frihet, där V för Vendetta hämtar inspiration från både verkliga (såsom Nazityskland) och fiktiva händelser (såsom George Orwells roman 1984). Ett exempel på detta är Adam Sutler, som främst syns på stora bildskärmar och på porträtt hemma hos folk i likhet med Storebror i 1984. Ett annat exempel är slagorden som Norsefire använder sig av: "Styrka genom sammanhållning. Sammanhållning genom tro.", vilka är snarlika slagorden "Krig är fred. Frihet är slaveri. Okunnighet är styrka." från Orwells roman. I en scen träffar Hammond på en råtta i sin cell, där just råttor var den största farhågan hos Winston Smith i 1984. Valerie Page, en homosexuell skådespelerska i filmen, skickades till ett koncentrationsläger på grund av sin sexuella läggning där det utfördes medicinska experiment på henne, vilket liknar sättet som judar och homosexuella personer behandlades i Nazityskland. Adam Sutlers namn är inspirerat av Adolf Hitler; i serieromanen gick rollfiguren under namnet Adam Susan. Dessutom uppvisar Sutler en talekonst som påminner om Hitlers. Norsefire ersatte Georgskorset med en nationell symbol som är mer lik Lothringenkorset.

### Bokstaven V och siffran 5
I likhet med serieromanen innehåller filmen flera kopplingar mellan bokstaven V och siffran 5, där den romerska siffran V har värdet 5. V:s introduktionstal till Hammond innehåller 48 ord som börjar med bokstaven V och totalt innehåller talet 52 stycken V:n. När Evey Hammond säger sitt förnamn till V upprepar han det som "E… V"; E är den femte bokstaven i alfabetet, medan V är den femte bokstaven från slutet i det engelska alfabetet. Det fonetiska uttalet för Hammonds förnamn på latin blir "utgående V", något som V uppfattar som början på en kedjereaktion som kommer att leda till hans undergång. Under sin tid som fånge på Larkhills koncentrationsläger satt V i cell nummer 5 (där skrivet med den romerska siffran V) och hans Zorro-liknande signatur är den av bokstaven V. Fyrverkerierna som används av V när han förstör Old Bailey formar ett V i luften och i en scen där V och Hammond dansar väljer V låt nummer 5 på sin jukebox. Ett av V:s favoritcitat lyder: "Med sanningens kraft, har jag, under min levnad, erövrat universumet", vilket på latin lyder: "Vi veri veniversum vivus vici". När V konfronterar Creedy i hans växthus spelar han Ödessymfonin (även känd som Ludwig van Beethovens femte symfoni), vars början har samma rytm som bokstaven V i Morsealfabetet (•••–). Filmens titel V för Vendetta är en referens till "V for Victory". I en scen i filmen ställer V upp ett antal dominobrickor i formen av ett V och i en annan scen bildar järnvägsspåren samma bokstav. Big Ben visar vid ett tillfälle i filmen klockslaget 11:05, som är ett klockslag när visarna bildar ett V på urtavlan, vilket kan utläsas 11–5 eller (enligt amerikanskt sätt att läsa datum) den 5 november. Under V:s strid med Creedy och hans mannar använder V sig av fem av sina sex dolkar och han gör ett V-tecken med dem innan han kastar iväg dem. Detta V-tecken återskapas fem gånger i luften innan de träffar sina mål. Creedy skjuter V med fem skott och när V, dödligt sårad, lämnar striden bildas det ett V-tecken av hans blod. Det V-tecken som V använder sig av har stora likheter med det omringade A-tecknet som är en symbol för anarkismen.

### Samtida oro för totalitarism

En kombinerad brittisk-amerikansk flagga med ett hakkors i mitten som visas i filmen. Flaggan har namnet "Coalition of the Willing, To Power", vilket är en referens både till den multinationella styrkan i Irak samt Friedrich Nietzsches koncept om "viljan till makt".

Filmskaparna valde att modernisera berättelsen inför filmatiseringen och populariserade den för en publik under 2000-talet. McTeigue menade på att berättelsen är tidlös och att allt det som händer i filmen kan hända i verkligheten så fort regeringarna slutar lyssna på folket. Los Angeles Times skrev att "[m]ed flera nya, verkliga paralleller att dra från till exempel statlig övervakning, tortyr, skräckinjagelse och mediemanipulation (för att inte nämna företagskorruption och religiöst hyckleri) får man förståelse för att filmskaparna hade det lätt att referera till nutida händelser." Utöver dessa finns det även referenser till fågelinfluensan H5N1:s pandemi, som var aktuell under denna tid, samt den utökade användningen av personidentifikation med hjälp av biometri och informationsinsamling av länders regeringar.
Flera filmrecensenter, politiska kommentatorer och andra människor verksamma inom mediebranschen noterade att det i V för Vendetta finns flera referenser till händelser kopplade till George W. Bushs kabinett. Ett exempel är de svarta tygpåsarna i filmen, som anspelar på liknande tygpåsar som användes av amerikanska soldater när de torterade fångar i Abu Ghurayb-fängelset och som även har använts av fångar vid Guantánamobasen. Ett manus som skapades innan Matrix, vilken syskonen Wachowski regisserade, ska dock även ha innehållit dessa svarta tygpåsar. Ett annat exempel är att London har fått utegångsförbud med gul status, där denna färgkodning liknar den skala som USA använde sig av tidigare kallad Homeland Security Advisory System. En av de förbjudna sakerna i Deitrichs hemliga gömma var en kombinerad brittisk-amerikansk flagga med en svastika i mitten. Flaggan har titeln "Coalition of the Willing, To Power", vilket är en referens både till den multinationella styrkan i Irak samt Friedrich Nietzsches koncept om "viljan till makt". I V för Vendetta används ordet "överlämnande", som refererar till hur länders regeringar gör sig av med oönskade medborgare. Filmen innehåller även riktiga klipp från protester mot Irakkriget.
Även om många av referenserna är riktade mot USA har filmskaparna sagt att de problem som tas upp var menade att sträcka sig även utanför USA:s gränser. När McTeigue fick frågan huruvida British Television Network var baserad på Fox News svarade han att så var fallet, men att det fanns fler aktörer som var delaktiga och att British Television Network likväl kunde vara baserad på den brittiska nyhetskanalen Sky News.

## Produktion och lansering

### Förproduktion
Flera av filmskaparna som medverkade under produktionen av V för Vendetta hade tidigare varit inblandade i Matrix-serien. Så tidigt som 1988 hade Silver köpt filmrättigheterna till både V for Vendetta och Watchmen, vilka var två av Moores verk. Efter att Road House från 1989 hade blivit en måttlig framgång valdes manusförfattaren Hilary Henkin, som arbetat med Road House, ut till att skriva ett första utkast för en filmatisering av serieromanen. Detta utkast, som skrevs runt 1990–1991, hade väldigt få likheter med den färdiga filmen och den innehöll öppet satiriska och surrealistiska element som inte fanns med i serieromanen och tvetydigheten runt V:s riktiga identitet togs mer eller mindre bort. Det första inspelade materialet med rollfigurer från V for Vendetta spelades in tidigt under 2002 och kom med i The Mindscape of Alan Moore.

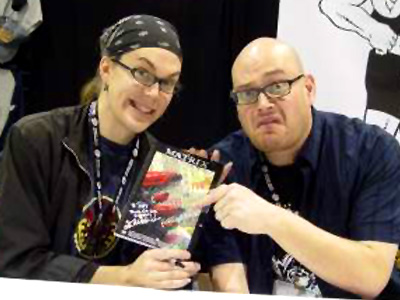
Syskonen Wachowski var stora beundrare av serieromanen och skrev ett första manusutkast till V för Vendetta under mitten av 1990-talet.

Syskonen Wachowski var stora fans av serieromanen och under mitten av 1990-talet, innan de påbörjade arbetet med Matrix, skrev de ett manusutkast som till stor del följde handlingen i V for Vendetta. De valde dock att fokusera mer på relationen mellan V och Hammond än vad serieromanen hade gjort och de gjorde även Hammond till en starkare karaktär istället för att bara låta henne vara en del av V:s spel. Under postproduktionen av The Matrix Reloaded och The Matrix Revolutions, båda från 2003, började syskonen Wachowski arbeta med sitt manusutkast igen och de erbjöd McTeigue rollen som regissör. Alla tre var fascinerade av de teman som serieromanen hade och de såg likheter med hur det politiska landskapet såg ut just då. Syskonen Wachowski påbörjade arbetet med att modernisera berättelsen samtidigt som de ville behålla serieromanens integritet och teman intakta. McTeigue har sagt att en av hans största influenser vid förberedelserna inför filmandet var Gillo Pontecorvos Slaget om Alger från 1966.
Produktionsdesignern Owen Paterson arbetade tillsammans med klädesdesignern Sammy Sheldon fram en grå och dunkel nyans som användes både för att skildra staden och dess invånare. Guy Fawkes-masken, som är inspirerad av både Fawkes och harlekiner, skapades av skulptören Berndt Wenzel, som gjorde sju olika masker innan han fick till den mask som användes i filmen. V:s dräkt skapades av Sheldon, där McTeigues vision var att skapa en dräkt som var ett mellanting mellan Fawkes dräkt och de kläder en revolverman hade burit.
Moore har uttryckligen tagit avstånd från filmatiseringen och han har visat missnöje med tidigare filmatiseringar av hans verk. Moore avslutade samarbetet med DC Comics då deras moderbolag, Warner Bros., var motvilliga till att dra tillbaka ett uttalande Moore gjort som tolkats som att han gav sitt fulla stöd till filmatiseringen. Moore läste igenom filmens manuskript och kommenterade att det innehöll felaktigheter och han har även sagt att "[filmen] har blivit en liknelse för Bush-eran, skapad av människor som är för fega för att låta den typen av politisk satir utspela sig i sitt eget land. [...] Det är en förhindrad, frustrerad och mestadels impotent amerikansk liberal fantasi av någon med amerikanska liberala värden som står upp mot en stat som är kontrollerad av neokonservatister — vilket inte alls är vad serieromanen V for Vendetta handlade om. Den handlade om fascism, om anarki, om England." Lloyd var mer välvilligt inställd till filmen och har sagt att "[d]et är en underbar film. Det mest fenomenala för mig var att se de scener jag hade arbetat med i serieromanen, för att skapa maximal effekt, överfördes med samma vårdnad och effekt till filmen. [...] Om du råkar vara en av dem som gillar serieromanen så mycket att du inte kan tänka dig några förändringar av den kommer du nog inte att gilla filmen — men om du gillar serieromanen och kan tänka dig att se en något förändrad version av den, som är minst lika kraftfull som serieromanen, kommer du nog att bli lika imponerad som jag var." På frågan hur trogen filmen var serieromanen svarade Lloyd "cirka 80 procent" och han sade även att han inte hade några problem med de ändringar som gjordes i filmen jämfört med serieromanen.

### Inspelning

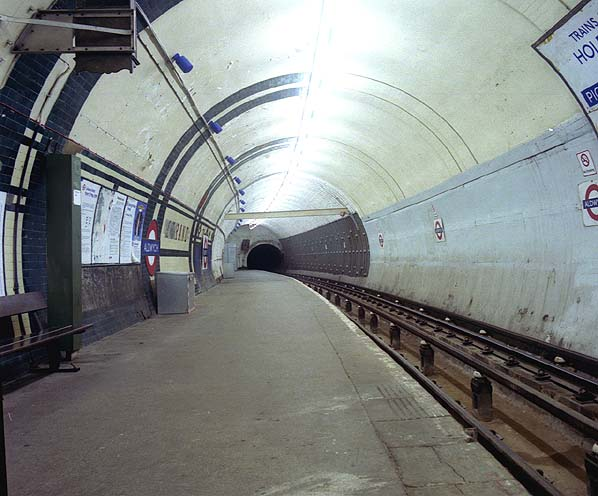
Delar av V för Vendetta spelades in i den nedlagda tunnelbanestationen Aldwych i London.

V för Vendetta spelades in i London och vid Studio Babelsberg i Potsdam. Totalt användes 89 olika inspelningsplatser och mycket av filmen spelades in i ljudtäta rum och inomhus i olika studior. Tre av scenerna spelades in i Berlin: Norsefires marschscen, Larkhills koncentrationsläger och biskop Lillimans sovrum. Scenerna som ägde rum i en tunnelbanestation spelades in i den nedlagda tunnelbanestationen Aldwych. Själva filmandet av V för Vendetta påbörjades tidigt i mars 2005 och avslutades den 8 juni samma år. Syskonen Wachowski ledde det sekundära filmteamet bland annat under inspelningen i Babelsberg Studio. V för Vendetta blev den sista filmen som filmfotografen Adrian Biddle var medverkande under innan han dog av en hjärtattack den 7 december 2005; V för Vendetta är tillägnad Biddles minne.
För att kunna filma slutscenen vid Westminster i V för Vendetta krävdes det att området från Trafalgar Square och Whitehall upp till parlamentsbyggnaden och Big Ben stängdes av under tre dagar från midnatt till klockan 05.00. Detta var första gången någonsin som det säkerhetskänsliga området runt 10 Downing Street och Storbritanniens försvarsministerium stängts av på grund av en filminspelning. Den dåvarande premiärministern Tony Blairs son Euan Blair var en av medarbetarna under filminspelningen och han ska, enligt en intervju med Fry, ha hjälpt filmskaparna att få det tillstånd som krävdes för att stänga av området. Detta gjorde att den brittiske konservative politikern David Davis riktade kritik mot Tony Blair mest på grund av innehållet i filmen. Dock förnekade filmskaparna att Euan Blair hade varit inblandad i den process som krävdes för att få tillståndet och de hävdade istället att de hade fått tillståndet genom nio månaders förhandlingar med fjorton olika departement och myndigheter.
Rosorna som V lämnar på sina offer kallas i filmen för Scarlet Carson, men i verkligheten är de rosor av slaget Grand Prix. I V för Vendetta förekommer en scen där V välter dominobrickor så att de bildar ett V-tecken. Dessa 22 000 dominobrickor tog det 200 timmar för fyra professionella dominomontörer från nederländska Weijers Domino Productions att sätta upp och hela scenbilden var tvungen att stängas ned för all annan personal eftersom minsta skakning hade fått brickorna att falla i förtid.

### Postproduktion
V för Vendetta är skapad på ett sätt att den skulle ha en sorts futuristisk retrostil, där de gråa färgtonerna användes i London för att ge filmen en matt och trist känsla. Den största scenbilden var Shadow Gallery, vilken var skapad för att kännas som en blandning mellan en källare och en krypta. Shadow Gallery fungerade både som V:s hem och hans gömställe för de, av Norsefire, förbjudna artefakter som han hade samlat på sig under årens gång. Några av de artefakter som fanns i hans samling var Makarna Arnolfinis trolovning av Jan van Eyck, Bacchus och Ariadne av Tizian, en filmaffisch av Mildred Pierce – en amerikansk kvinna, St. Sebastian av Andrea Mantegna, Jungfrun av Shalott av John William Waterhouse och några statyer gjorda av Alberto Giacometti.
En av de största utmaningarna för filmskaparna var att få V att verka livfull under sin uttryckslösa mask. Därför lades det mycket tid på att skapa rätt stämning i filmen med hjälp av ljussättningen, skådespeleriet och Weavings röst. För att undvika att masken dämpade Weavings röst placerades det en mikrofon i hans hårfäste. Detta underlättade vid postproduktionen, när alla hans repliker spelades in igen.

### Marknadsföring
Både filmskaparna och skådespelarna ställde upp på flera intervjuer och presskonferenser för att diskutera filmens äkthet, Moores reaktion till den och dess politiska budskap. Filmen var menad att vara ett steg bort från serieromanen och Weaving kommenterade det hela med att säga att serieromanen var en sorts respons till ett England styrt av Margaret Thatcher och att filmen istället handlade om den världsbild som var aktuell just då. Rörande filmens politiska natur sade filmskaparna att V för Vendetta inte skulle ses som en film som svarade på några politiska frågor utan snarare som en del av den debatt som redan pågick. Flera olika filmaffischer skapades, en 60 sekunders TV-reklam visades bland annat under Super Bowl XL och en officiell hemsida lanserades i mars 2005 för att marknadsföra filmen.

### Lansering

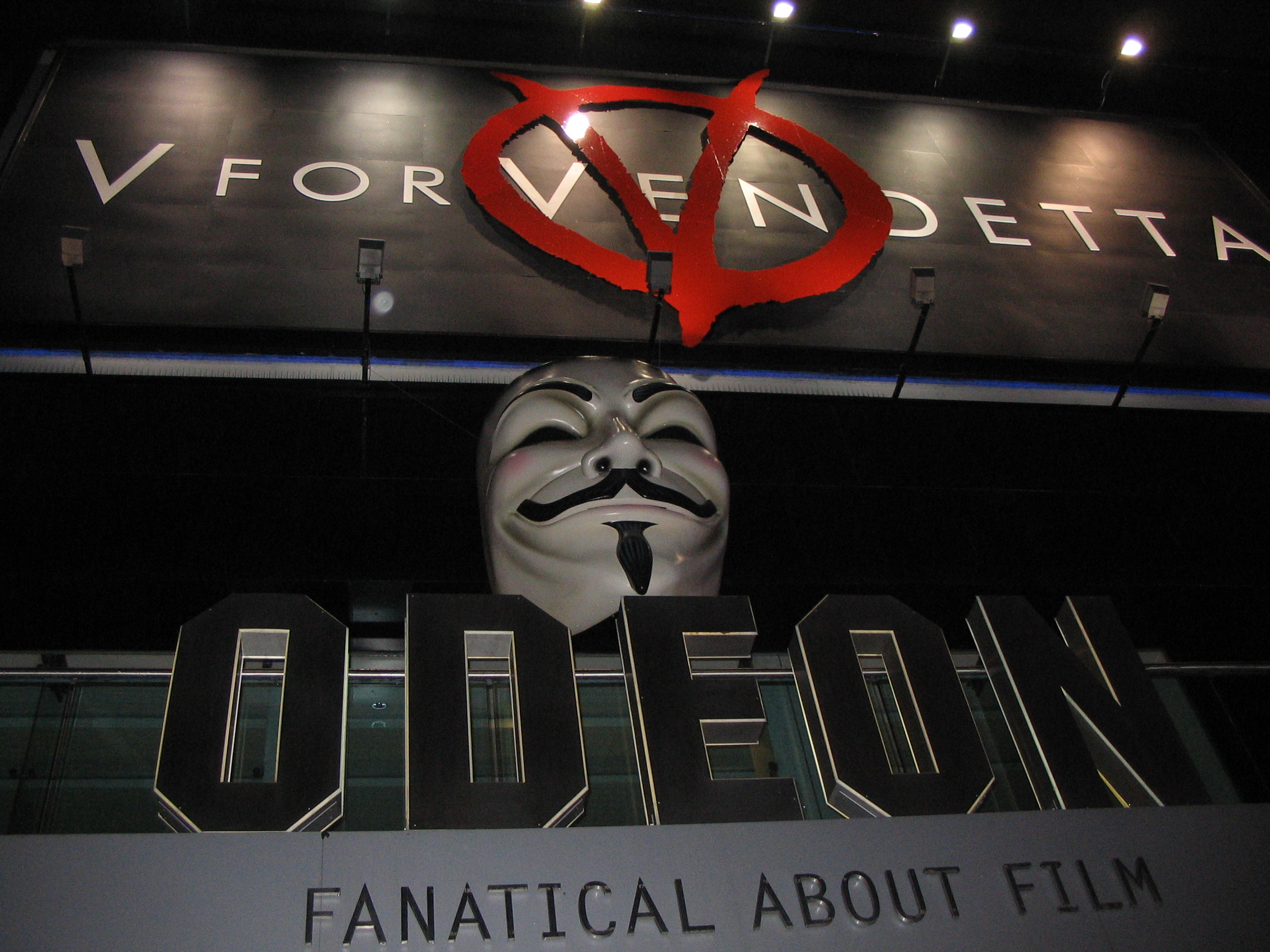
V för Vendetta under tiden den visades på Odeon Leicester Square i London, England.

V för Vendetta har flera referenser till krutkonspirationen och filmen var först tänkt att släppas den 4 november 2005 (dagen innan Guy Fawkes Night och 400-årsjubileet av krutkonspirationen), men sköts istället upp till att ha världspremiär den 17 mars 2006. Den officiella anledningen till förseningen var att redigeringen av filmen tog längre tid än väntat, men det spekulerades om att filmen blev uppskjuten på grund av att den innehöll en scen där Londons tunnelbana blev bombad och detta var ett känsligt ämne så pass kort tid efter bombdåden i London 2005. V för Vendetta hade dock smygpremiär den 11 december 2005 under Butt-Numb-A-Thon i Austin, Texas och senare den 13 februari 2006 under filmfestivalen i Berlin.
V för Vendetta hade en begränsad återlansering på utvalda biografer i USA den 30 oktober 2020.

### Lagringsmedium
V för Vendetta släpptes som en DVD-utgåva om två skivor den 13 juni 2006 och senare som en DVD-utgåva om en skiva den 26 juli samma år i Sverige. Filmen lanserades som en UMD-utgåva den 31 juli 2006 och som en HD DVD-utgåva den 13 december samma år. V för Vendetta släpptes som en blu-ray-utgåva om en skiva den 25 juni 2008 i Sverige och som ultra HD blu-ray-utgåva den 9 november 2020 i Sverige.

## Mottagande

### Kommersiell respons
I december 2006 hade V för Vendetta dragit in $132 511 035, där $70 511 035 av denna summa var inom USA och resterande $62 000 000 var utanför USA. Filmen drog in totalt $1 605 560 i Sverige, varav $249 427 av denna summa var under öppningshelgen. V för Vendetta debuterade på plats 1 i Filippinerna, Singapore, Sydkorea, Sverige, Taiwan och USA. Filmen visades på 56 stycken IMAX-biografer i Nordamerika, där den drog in totalt $1 360 000 under de tre första dagarna. I USA visades V för Vendetta som mest på 3 365 biografer samtidigt och i Sverige på 46 biografer samtidigt.

### Kritisk respons

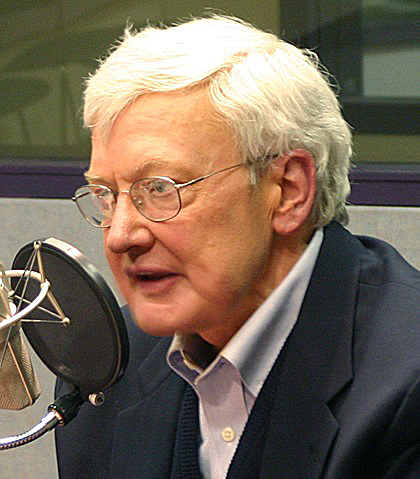
Filmrecensenten Roger Ebert gillade filmen och ansåg att den hade en intressant handling och sensmoral.

De flesta recensionerna för V för Vendetta var positiva. På Metacritic har filmen betyget 62 av 100, baserat på 39 recensioner. På Rotten Tomatoes har filmen betyget 73 procent, baserat på 248 recensioner.
I TV-programmet At the Movies with Ebert and Roeper gavs filmen "två tummar upp" och Roger Ebert ansåg att V för Vendetta hade både en intressant handling och sensmoral. Även filmrecensenterna Margaret Pomeranz och David Stratton från At the Movies ansåg att V för Vendetta var intressant och de nämnde särskilt filmens agenda, vilken de ansåg syftade till anarkism och terrorism. Pomeranz kallade filmen för "2000-talets Spartacus". Harry Guerin på Raidió Teilifís Éireann tyckte att filmen engagerade tittarnas hjärta, hjärna och själ. Guerin ansåg även att skådespeleriet var förstklassigt och han var nöjd med att filmen inte förlitade sig för mycket på specialeffekter.
Programledaren Jonathan Ross från BBC var mer kritisk till V för Vendetta och tyckte att filmen var en besvikelse från början till slut. Särskilt hård var Ross mot filmens specialeffekter, som han benämnde som "billiga", och han tyckte att filmen var så undermålig att den borde ha döpts om till "V för Vasektomi". Recensenten Sean Burns från Philadelphia Weekly tyckte att V för Vendetta var amatörmässigt gjord och han skrev att han förstod varför Moore valde att ha sitt namn borttaget från filmen. Burns jämförde filmen med Fight Club, fast han ansåg att den ironi som var närvarande i Fight Club saknades i V för Vendetta och han gav filmen ett D i slutbetyg. Andy Jacobs från BBC tyckte att filmen var något rörig och han ansåg att den hade svårt att engagera tittaren. Jacobs tyckte att scenen med dominobrickorna var spännande, men han skrev att filmen bakom all dess pyroteknik var ganska tom.

#### I Sverige
Jens Peterson från Aftonbladet jämförde filmen med syskonen Wachowskis tidigare film Matrix, där han benämnde V för Vendetta som "en mer pratig film än 'The Matrix'", men han var nöjd med valet av skådespelare och gav filmen 3 av 5 i betyg. Peo Sandholm från Bio.nu sade att filmen var "grymt underhållande" och "kraftfull i sin samhällskritik" och han kallade filmen för "en av senare års bästa filmer baserade på serier". Hans slutgiltiga betyg för V för Vendetta var 4 av 5. Svenska Dagbladet tyckte att filmen förlitade sig alltför mycket på sitt politiska tema och de skrev att "[s]ådär halvvägs går luften ur filmen", men de gav ändå filmen betyget 4 av 6. Malin Krutmeijer från Helsingborgs Dagblad beskrev V för Vendetta som "en visuellt och bitvis innehållsmässigt suggestiv film som lider av oprecis, babblig dialog framförd med ett tonfall värdigt ett ändlöst tal till nationen". Krutmeijer nämnde även att hon inte tyckte att filmens handlingsförlopp var förutsägbart och att skildringen av homosexuellas rättigheter var sympatiskt gjord och hon gav filmen 3 av 5 i betyg. Mats Bråstedt från Expressen beskrev filmen med orden: "V för Vendetta är rocknroll för synnerven; en fest för ögat som också känns i hjärtat. Här finns nämligen en kyss som redan kvalificerar sig som en av årets mest rörande" och han gav filmen 4 av 5 i betyg. Emma Engström på Göteborgs-Posten skrev att "[p]recis som Matrix är V for vendetta [sic] en intressant studie i hur smärtsamt ett politiskt uppvaknande kan vara", men hon tyckte dock att McTeigue kändes bakbunden av manuset och gav filmen betyget 3 av 5.

#### Utmärkelser
V för Vendetta vann relativt få utmärkelser, men Portman fick dock den 10 mars 2007 mottaga en Saturn Award som bästa skådespelerska. Portman vann även en SFX Award för bästa skådespelerska samma år och året innan hade Paterson mottagit en SDFCS Award för bästa produktionsdesign. Filmen blev nominerad för ett Hugopris i kategorin Best Dramatic Presentation (Long Form) 2007, men förlorade mot Pans labyrint. V hamnade på plats 96 på Fandomanias lista "100 Greatest Fictional Characters" och tidskriften Empire placerade år 2008 V för Vendetta på plats 418 på sin lista över de 500 bästa filmerna någonsin.

### Politisk respons
V för Vendetta behandlar ämnen såsom totalitarism, terrorism, homosexualitet, religionskritik och islamofobi. Filmens handling och teman har både prisats och kritiserats av olika sociopolitiska grupper i samhället. Justin Raimondo, redaktör på Antiwar.com, hyllade V för Vendetta för dess självkännedom och ansåg att filmen kunde fungera mycket bra i antikrigssyfte. I sitt TV-program Ebert & Roeper avfärdade filmrecensenten Richard Roeper den kritik filmen hade fått från den kristna högern i USA. Roeper sade att den terroriststämpel V hade fått var av någon som mer eller mindre var Hitler; en diktator. V för Vendetta uppfattades även positivt av HBTQ-personer som ansåg att filmen gav en väldigt positiv skildring av homosexuella personer och filmrecensenten Sarah Warn kallade filmen för en av de mest "homosexuellvänliga filmerna någonsin".
V för Vendetta fick negativ kritik från filmrecensenten David Walsh eftersom han ansåg att V:s handlingar var antidemokratiska. Walsh kommenterade även att människorna i filmen hade för liten roll i V:s revolution och på grund av detta kommer de i framtiden inte kunna bygga ett nytt och mer liberalt samhälle. Filmen fick även negativ kritik från vissa anarkister, där New York Metro Alliance of Anarchists anordnade en protestaktion mot DC Comics och Time Warner den 17 april 2006. De ansåg att filmen hade gått bort från serieromanens ursprungliga handling om anarkism för att istället lägga tonvikten på våld och specialeffekter. David Graeber, en anarkist och tidigare biträdande professor vid Yale University, var dock inte särskilt upprörd över filmen. Graeber sade att filmen fortfarande hade kvar vissa anarkistiska element, men att andra element saknades såsom idén om samhällen som är grundade på demokrati.

### Eftermäle

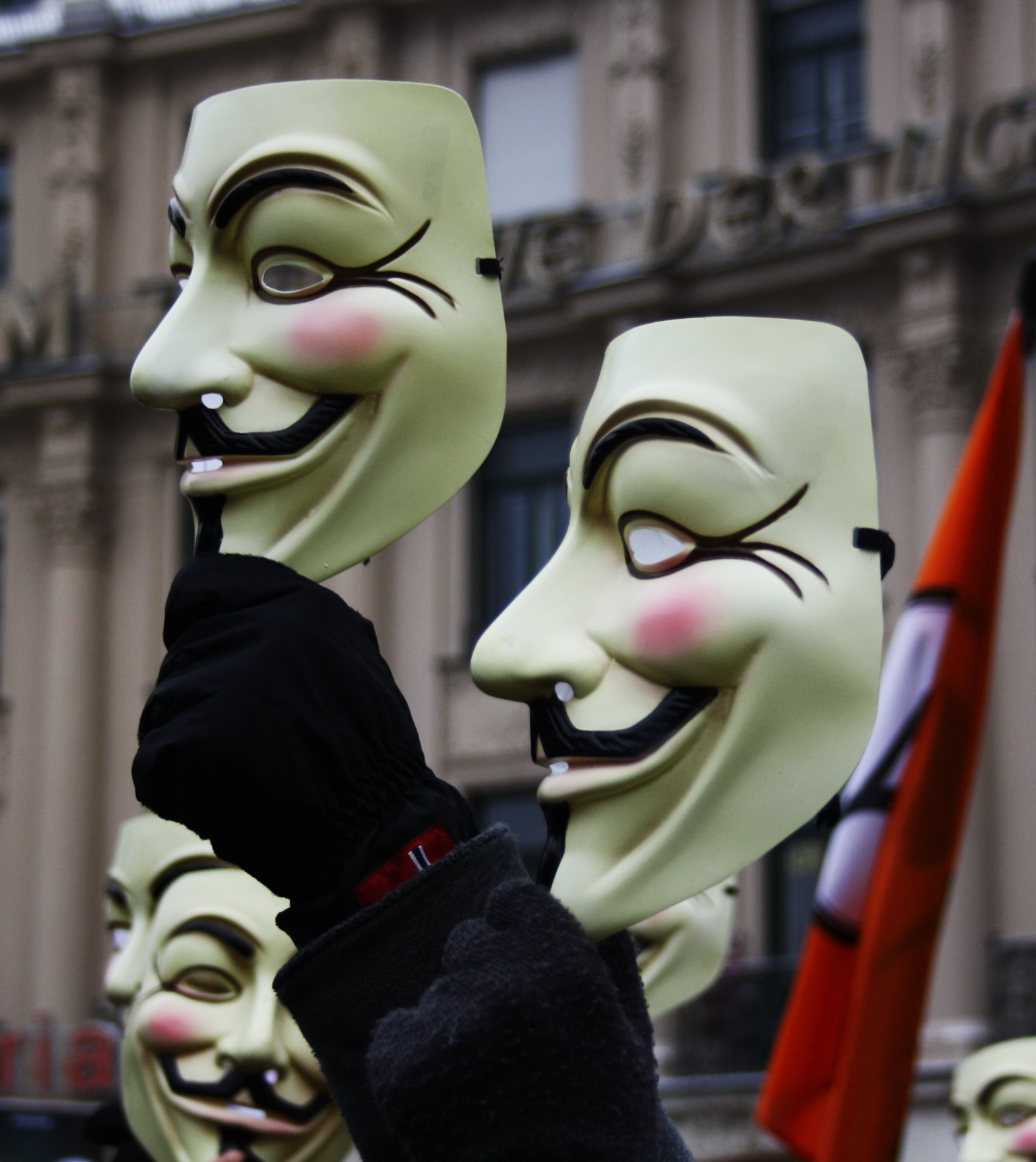
Guy Fawkes-masken, som användes av V i filmen, har blivit en känd protestsymbol mycket tack vare denna film.

Efter att V för Vendetta hade släppts på bio i mars 2006 ökade Guy Fawkes-masken i popularitet bland allmänheten. En av de första personerna som populariserade användandet av masken var en Youtube-användare under namnet MadV, som under våren 2006 laddade upp flera videor där han gjorde trollkonster iklädd Guy Fawkes-masken. Maskens riktiga genomslag kom först två år senare när nätaktivistgruppen Anonymous använde sig av masken under Project Chanology, som var en protest mot scientologirörelsens försök att censurera internet, där denna protest väckte stor uppmärksamhet i media. Anonymous har sedan dess influerats på fler sätt av V för Vendetta främst genom deras sätt att tala och kulisserna de använder sig av i sina videor, men även genom deras budskap att förändra världens institutioner genom att sprida kaos och rädsla i välriktade attacker. Guy Fawkes-masken har även använts vid andra protester än de arrangerade av Anonymous bland annat under protesterna mot ACTA, PIPA och SOPA samt under Occupy-rörelsen.
Clay Duke, mannen bakom skottlossningen mot flera medlemmar i skolledningen i Panama City den 14 december 2010, sägs ha varit besatt av V för Vendetta. I videon som filmades under den pågående skottlossningen sprejade Duke ett rött V-märke på väggen, en symbol tagen direkt från serieromanen och denna film. Duke lyckades inte mörda någon under sin skottlossning utan blev istället själv träffad av säkerhetsvakten Mike Jones. Kort därefter begick Duke självmord genom att skjuta sig i huvudet. Dukes fru, Rebecca Duke, kommenterade sin makes agerande efteråt med orden: "Ekonomin och världen fick övertaget över honom."
I december 2012 visades V för Vendetta i Kina av China Central Television (CCTV) på deras kanal CCTV-6. Detta fick mycket uppmärksamhet på bland annat mikrobloggen Weibo eftersom det ryktades om att filmen tidigare hade varit bannlyst i landet. Flera av kommentarerna runt händelsen antydde att i och med att filmen visades på statlig televison skulle det innebära att Kinas censurlagar för filmer skulle lättas upp under den då nyligen utnämnde presidenten Xi Jinpings styre. Piratkopior av filmen hade dock funnits i landet sedan tidigare.

## Musik
Soundtracket till V för Vendetta släpptes av Astralwerks den 21 mars 2006. De flesta av låtarna på albumet är komponerade av Dario Marianelli även om tre av låtarna ("Cry Me a River", "I Found a Reason" och "Bird Gurhl") är skrivna och komponerade av andra artister. Alla dessa är en del av de 872 låtar som i filmen är bannlysta och som V har i sin Wurlitzer-jukebox. "Knives and Bullets (And Cannons Too)" innehåller avslutningen på Tjajkovskijs ouvertyr 1812.
Tre av låtarna som spelas under eftertexterna är inte med på detta album. Dessa låtar är "Street Fighting Man" av The Rolling Stones, "Out of Sight" av Spiritualized och en speciell version av "BKAB" av Ethan Stoller. Den sistnämnda låten innehåller utdrag ur "On Black Power" (utdraget finns också med i "A Declaration of Independence") av Malcolm X och "Address to the Women of America" av Gloria Steinem. Två andra låtar som finns med i filmen är Antônio Carlos Jobims bossa nova-låtar "Garota de Ipanema" och "Corcovado". Utöver dessa spelas även "Yakety Sax" av Boots Randolph, "Long Black Train" av Richard Hawley och "The Beginning... At Last" av Black Label Society i filmen.

### Låtlista
Alla låtar är skrivna och komponerade av Dario Marianelli, om inte annat anges. 
| Nr           | Titel                                              | Kompositör                       | Längd |
| ------------ | -------------------------------------------------- | -------------------------------- | ----- |
| 1.           | Remember Remember                                  |                                  | 6:42  |
| 2.           | Cry Me a River (med Julie London)                  | Arthur Hamilton                  | 2:49  |
| 3.           | ...Governments Should Be Afraid of Their People... |                                  | 3:11  |
| 4.           | Evey's Story                                       |                                  | 2:49  |
| 5.           | Lust at the Abbey                                  |                                  | 3:17  |
| 6.           | The Red Diary                                      |                                  | 7:34  |
| 7.           | Valerie                                            |                                  | 8:48  |
| 8.           | Evey Reborn                                        |                                  | 3:51  |
| 9.           | I Found a Reason (med Cat Power)                   | Lou Reed                         | 2:02  |
| 10.          | England Prevails                                   |                                  | 5:44  |
| 11.          | The Dominoes Fall                                  |                                  | 5:28  |
| 12.          | Bird Gurhl (med Antony and the Johnsons)           | Antony Hegarty                   | 3:17  |
| 13.          | Knives and Bullets (And Cannons Too)               | Marianelli och Pjotr Tjajkovskij | 7:33  |
| Total längd: | Total längd:                                       | Total längd:                     | 63:05 |